# Lake Placid 2
Lake Placid 2 (bra: Pânico no Lago 2) é um filme norte-americano de 2007 do gênero aventura  e terror dirigido por David Flores. 
Esta sequência de Lake Placid (1999) foi exibida como um filme do Syfy Channel original em 28 de abril de 2007.

## Sinopse
Na sequência do clássico terror cômico de Pânico No Lago, o chefe de polícia local se une a um cientista paleontólogo de Nova York para achar o monstro que anda causando desaparecimentos no Lago Black (lago fictício no interior do Maine). Eles logo descobrem que não estão procurando somente um crocodilo gigante, mas sim, três! 

## Elenco
- John Schneider — Xerife James Riley
- Sarah LaFleur — Emma Warner
- Sam McMurray — Struthers
- Cloris Leachman — Sadie Bickerman
- Terence H. Winkless — policial Dale Davis